# Natrix tessellata
La biscia tassellata (Natrix tessellata (Laurenti, 1768)) è un serpente europeo non velenoso della superfamiglia Colubroidea, famiglia Natricidae.

## Descrizione

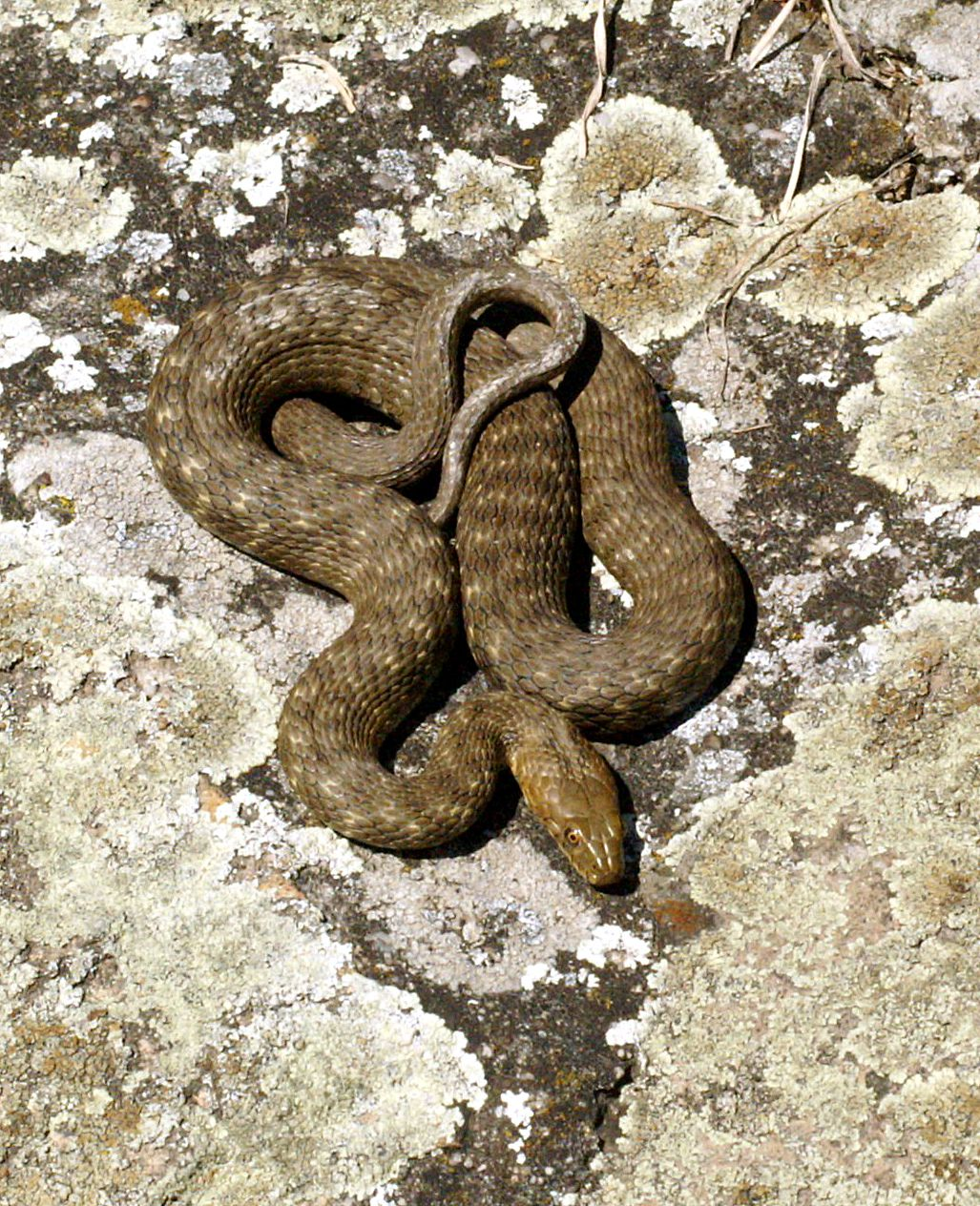
Immagine di una biscia tassellata

La natrice tassellata ha una livrea dal colore abbastanza variabile che può andare dal marrone-verdastro a tonalità tendenti al grigio, con macchie irregolari più scure.
Il ventre è biancastro, giallasto o tendente al grigio/rosa con spot rettangolari scuri che diventano via via più pronunciati verso la zona posteriore del ventre, formando un pattern a scacchiera o una larga banda scura centrale.
La natrice tassellata si differenzia dalla natrice o biscia dal collare (Natrix natrix) per l'assenza del collarino chiaro, per la testa più stretta e allungata e per la presenza di due placche poste anteriormente all'occhio anziché una. Solitamente un individuo adulto raggiunge una lunghezza totale di 70–80 cm, potendo eccezionalmente superare anche il metro (raramente possono osservarsi esemplari di 120–130 cm).

## Distribuzione e habitat
È diffusa in tutta l'Italia peninsulare (dunque non è presente in Sicilia e Sardegna), in Francia, in tutta la penisola iberica, in Austria, nella parte meridionale della Svizzera, in tutta l'Europa orientale fino all'Asia.
È la specie più acquatica tra le 3 del genere Natrix; tutte, comunque, abbastanza legate all'acqua. Per questo vive presso le rive di corsi d'acqua e laghi dove, spesso, è facile da individuare data la possibile presenza di molti individui nello stesso sito.

## Biologia

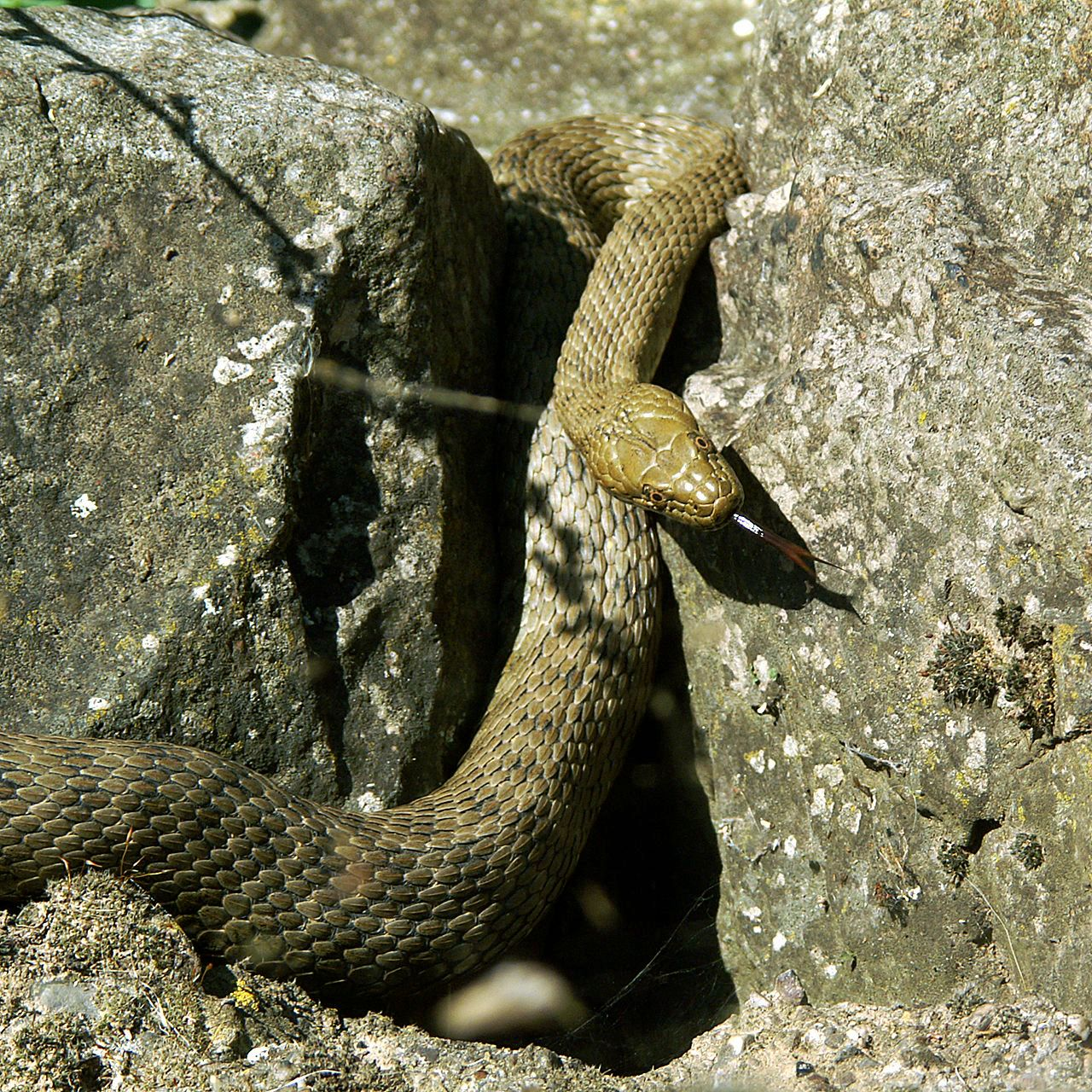
Biscia tassellata nascosta fra le rocce

È un'abilissima nuotatrice sia in profondità sia in superficie e trascorre moltissimo tempo in acqua, dove trova le sue prede abituali, raggiungendo la terra ferma solo per riprodursi, per mangiare e per termoregolarsi al sole. Di tanto in tanto esce dall'acqua, o, per lo meno, tira fuori la testa e parte del suo corpo per respirare. Se disturbata, fugge e molto difficilmente tenta di mordere. È molto più probabile che si finga morta (tanatosi) o che tenti di difendersi spruzzando dalla cloaca un misto di feci e altre sostanze dall'odore molto pungente e persistente. Essendo, come tutti i rettili, un animale eterotermico, non resiste alle temperature troppo basse. Ecco perché è solita cadere in letargo da fine ottobre ai primi di marzo, nascondendosi tra le rocce e gli anfratti nei pressi delle rive. A volte, data la scarsezza di luoghi adatti per il letargo, moltissimi individui possono trascorrere tale periodo nascosti negli stessi rifugi. Per questo motivo, in primavera, può capitare di imbattersi in grovigli di serpenti che escono tutti insieme dalle tane nelle quali hanno passato l'inverno.

### Alimentazione
Predano anfibi (rane, rospi, tritoni) e soprattutto pesci. Le bisce tassellate sono le bisce più acquatiche del genere Natrix presenti in Europa, non allontanandosi mai dagli specchi d'acqua.

### Riproduzione
Le bisce tassellate vanno in letargo durante l'inverno e si accoppiano poco dopo il risveglio ad aprile o maggio. Le uova dalla pelle in cuoio vengono deposte in gruppi tra le otto e le quaranta in giugno e luglio e si schiudono dopo circa dieci settimane. Poiché le uova richiedono una temperatura di almeno 21 gradi per schiudersi, la vegetazione in putrefazione, inclusi i cumuli di compost, sono postazioni preferite. I giovani sono lunghi circa 18 cm quando le uova si schiudono e sono subito indipendenti. 
Poiché non sono velenosi, le loro uniche difese sono la produzione di un fluido dall'odore aspro dalle ghiandole anali o la finzione della morte. A volte fingono anche degli attacchi, colpendo senza veramente aprire la boccca. Si difendono raramente mordendo.